# Monnikenburenmolen
De Monnikenburenmolen is een poldermolen nabij het Friese dorp Nijhuizum, dat in de Nederlandse gemeente Súdwest-Fryslân ligt.

## Beschrijving
De Monnikenburenmolen, die enkele honderden meters ten noorden van Nijhuizum staat, is een spinnenkopmolen. Hij werd voor 1832 gebouwd om samen met een andere spinnenkopmolen de 155 ha grote Monnikenburenpolder te bemalen. De molen was aanvankelijk uitgerust met een scheprad en werd pas later van een vijzel voorzien. Voor 1940 werd de functie van de molen overgenomen door een dieselmotor, die in het onderhuis van de molen werd geplaatst. Het bovenhuis werd vervolgens gesloopt. De dieselmotor werd later vervangen door een elektromotor.
In 1994 werden vergevorderde sloopplannen voor het onderhuis van de molen dankzij ingrijpen van enkele Friese molenliefhebbers verijdeld. De molen werd in 2003 eigendom van de Molenstichting Nijefurd, die hem geheel liet restaureren. De ondertoren werd afgebroken en in een werkplaats hersteld, terwijl de boventoren geheel nieuw werd vervaardigd. Sinds 2008 is de Monnikenburenmolen weer maalvaardig. Hij is aangewezen als rijksmonument en kan vaak op zaterdag worden bezichtigd. De molen is in het beheer van de Molenstichting Súdwest-Fryslân.